# Blått blod
Blått blod är en metafor som syftar på adel och förnäma anor.  
Enligt en teori kommer uttrycket ursprungligen från spanskans sangre azul och syftar på att ytliga blodkärl syns tydligare ju ljusare huden är, och då ser blåaktiga ut. De kristna härskarna i 800-talets Spanien hävdade att de var ättlingar till de germanska visigoter som hade erövrat halvön på 400-talet, och att de därför var mer ljushyade än de morer och judar som också bodde där. Uttrycket spreds så småningom över Europa och fick näring av att adeln – oavsett härstamning –  hade blekare hud än bönder och hantverkare eftersom de inte var tvungna att arbeta utomhus.
Enligt en annan teori har uttrycket uppkommit i 1100-talets Frankrike, där blått var en kunglig färg och blå kläder var dyrbara och gav hög status.
Riktigt blått blod återfinns däremot i havsdjuren dolksvansar.